# Холандија на Европском првенству у атлетици у дворани 1974.
Холандија је учествовала на 5. Европском првенству у атлетици у дворани 1974. одржаном у дворани Скандинавијум у Гетеборгу, (Шведска), 9. и 10. марта 1974. Репрезентацију Холандије у њеном петом учешћу на европским првенствима у дворани представљало је 8 спортиста (3 мушкарца и 5 жена) који су се такмичили у 4  дисциплина  2 мушкe и  2 женске.
На овом првенству представници Холандије нису освајали медаље.
У табели успешности (према броју и пласману такмичара који су учествовали у финалним такмичењима (првих 8 такмичара)) Холандија је са једним учесником у финалу заузела 21. место са 2 бдода, од 22 земље које су имале представнике у финалу.
| Плас. | Земља     | 1. место | 2. место | 3. место | 4. место | 5. место | 6. место | 7. место | 8. место | Бр. финал. - Бод. |
| ----- | --------- | -------- | -------- | -------- | -------- | -------- | -------- | -------- | -------- | ----------------- |
| 21.   | Холандија | −        | −        | −        | −        | −        | −        | 1 − 2    | −        | 1 − 2             |

## Учесници
| Бр. | Дисциплина | Мушкарци                        | Жене                                       | Укупно   |
| --- | ---------- | ------------------------------- | ------------------------------------------ | -------- |
| 1.  | 60 м       | Самуел Monsels Рејмонд Херенвен | Мике ван Висен Вилма Схирник               | 4        |
| 2.  | 3.000 м    | Брам Васенар                    |                                            | 1        |
| 3.  | Скок увис  |                                 | Марија Ахлерс Анемике Баума Мирјам ван Лар | 3        |
|     | Укупно (8) | 14 (16)*                        | 6 (7)*                                     | 20 (23)* |

## Резултати

### Мушкарци
| Атлетичар       | Дисциплина | Лични рекорд | Квалификације | Квалификације | Полуфинале           | Полуфинале           | Финале               | Финале   | Детаљи |
| Атлетичар       | Дисциплина | Лични рекорд | Резултат      | Место         | Резултат             | Место                | Резултат             | Место    | Детаљи |
| --------------- | ---------- | ------------ | ------------- | ------------- | -------------------- | -------------------- | -------------------- | -------- | ------ |
| Самi Монсенс    | 60 м       | 6,75 НРд     | 6,95          | 5. у гр. 1    | Није се квалификовао | Није се квалификовао | Није се квалификовао | 22. / 24 |        |
| Рајмон Хереввен | 60 м       |              | 6,85          | 4. у гр. 6    | Није се квалификовао | Није се квалификовао | Није се квалификовао | 23. / 35 |        |
| Брам Васенар    | 3.000 м    |              | 7:59,77       | 6. у гр. 1    |                      |                      | 7:56,25 ЛРд          | 7./ 15   |        |

### Жене
| Атлетичарка    | Дисциплина | Лични рекорд | Квалификације | Квалификације | Полуфинале            | Полуфинале            | Финале                | Финале   | Детаљи |
| Атлетичарка    | Дисциплина | Лични рекорд | Резултат      | Место         | Резултат              | Место                 | Резултат              | Место    | Детаљи |
| -------------- | ---------- | ------------ | ------------- | ------------- | --------------------- | --------------------- | --------------------- | -------- | ------ |
| Вилма Схиринк  | 60 м       |              | 7,82          | 5. у гр. 1    | Није се квалификовала | Није се квалификовала | Није се квалификовала | 22. / 24 |        |
| Мирјам ван Лар | 60 м       |              | 7,70          | 45 у гр. 4    | Није се квалификовала | Није се квалификовала | Није се квалификовала | 29. / 21 |        |
| Марија Алхерс  | скок увис  |              |               |               |                       |                       | 1,83                  | 7. / 14  |        |
| Мике ван Висен | скок увис  |              | 1,75          | = 11 / 14     |                       |                       |                       |          |        |
| Мике ван Висен | скок увис  |              | 1,70          | 24. / 14      |                       |                       |                       |          |        |

## Биланс медаља Холандије после 5. Европског првенства у дворани 1970—1974.
|     | ЕП     |   |   |   |   | УП   |
| 1.  | 1970.  | 0 | 0 | 1 | 1 | =12. |
| --- | ------ | - | - | - | - | ---- |
| 2.  | 1971.  | 0 | 0 | 0 | 0 | =16. |
| 3.  | 1972.  | 0 | 0 | 0 | 0 | =18. |
| 4.  | 1973.  | 0 | 0 | 0 | 0 | 21.  |
| 5.  | 1974.  | 0 | 0 | 0 | 0 | 21.  |
| 1-5 | Укупно | 0 | 0 | 1 | 1 | 21   |

|                                        | ЕП                                     |                                        |                                        |                                        |                                        |                                        |
| Није било вишеструких освајача медаља. | Није било вишеструких освајача медаља. | Није било вишеструких освајача медаља. | Није било вишеструких освајача медаља. | Није било вишеструких освајача медаља. | Није било вишеструких освајача медаља. | Није било вишеструких освајача медаља. |
| -------------------------------------- | -------------------------------------- | -------------------------------------- | -------------------------------------- | -------------------------------------- | -------------------------------------- | -------------------------------------- |

## Холандски освајачи медаља после 4. Европског првенства 1970—1974.
|    | Атлетичар/ка       | м | ж | ЕП       | Дисциплина |   |   |   |   | УП |
| -- | ------------------ | - | - | -------- | ---------- | - | - | - | - | -- |
| 1. | Вилма ван ден Берг |   | ж | 1970.    | 60 м       |   |   |   | 1 | 1  |
| 2. |                    |   |   | 1971.    |            | 0 | 0 | 0 | 0 | 0  |
| 3. |                    |   |   | 1972.    |            | 0 | 0 | 0 | 0 | 0  |
| 4. |                    |   |   | 1973.    |            | 0 | 0 | 0 | 0 | 0  |
| 5. |                    |   |   | 1974     |            | 0 | 0 | 0 | 0 | 0  |
|    | Укупно             | 0 | 1 | 1970—74. |            | 0 | 0 | 1 | 1 | 1  |